# Vị thần cây cỏ

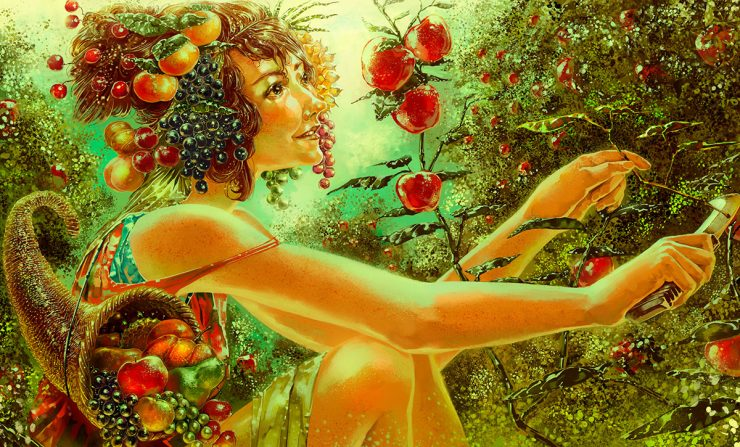
Nữ thần Pomona của cây quả, vườn trái

Vị thần cây cỏ (Vegetation deity) là một vị thần tự nhiên (nhiên thần) mà sự biến mất và tái xuất hiện (sinh-tử-tái sinh/sự sống, cái chết và sự tái sinh) thể hiện chu kỳ sinh trưởng của thảm thực vật. Trong tín ngưỡng sùng bái tự nhiên thì vị thần đại diện cho muôn loài cây cỏ, hoa lá, thảo mộc, cây cối và thực vật các loại có thể là một vị thần linh hoặc nữ thần với năng lực tái sinh. Vị thần cây cỏ thường là một vị biểu tượng cho sự sinh sản, sự sinh sôi nảy nở. Vị thần cây lá này thường trải qua quá trình phân chia bản thể, phân tán và tái hòa nhập, như được thuật lại trong huyền thoại hoặc được tái hiện, hiện hình thông qua nghi lễ tôn giáo. Mô hình tuần hoàn về tín niệm tâm linh này được mang ý nghĩa thần học về các chủ đề như sự bất tử, sự phục sinh và sự tái sinh.

## Đại cương

Họa phẩm về nữ thần Pomona của họa sĩ François Boucher

Huyền thoại về muôn loài cây cối có cấu trúc giống với một số huyền thoại sáng tạo trong đó các bộ phận của cơ thể nguyên thủy tạo ra các khía cạnh của vũ trụ học, chẳng hạn như Thần thoại Bắc Âu của Ymir. Trong thần thoại của thế kỷ XIX và đầu thế kỷ XX, chẳng hạn như trong The Golden Bough của J.G. Frazer, hình ảnh này có liên quan đến Linh hồn ngô (Corn spirit) trong đó, "ngô" hay bắp theo nghĩa này có nghĩa là đại diện cho ngũ cốc nói chung. Sự tầm thường đó đang khiến khái niệm này có xu hướng trở thành một khái niệm chung vô nghĩa như Walter Friedrich Otto đã nhận xét về việc cố gắng sử dụng một "cái tên vô ích nhưng lại kiêu căng như một vị thần cây cỏ".
Trong Truyền thống thần thoại và tôn giáo vùng Lưỡng Hà kể về cuộc hành trình của Inanna hoặc Ishtar đến thế giới ngầm, trái đất trở nên cằn cỗi và cả con người lẫn thú vật đều không thể sinh sản. Sau khi đối đầu với Ereshkigal, em gái Inanna và người cai trị thế giới ngầm là Inanna bị giết, nhưng một sứ giả của các vị thần đã điều chế thuốc thảo dược để giúp Inanna sống lại. Inanna chỉ được phép quay lại thế giới thiên thượng nếu có người khác thay thế Inanna. Chồng Inanna, vị thần cây cối Dumuzi, đồng ý dành nửa năm trong thế giới ngầm, trong thời gian đó cây cối chết đi, sự trở lại của Dumuzi đã mang lại sự tái sinh. Trong tôn giáo Ai Cập cổ đại, những thành tựu văn hóa của Osiris giữa các dân tộc trên trái đất đã khơi dậy sự ghen tị của anh trai Set, người đã giết và chặt xác anh ta. Vợ của Osiris là thần Isis thực hiện cuộc hành trình để thu thập mười bốn bộ phận cơ thể rải rác của Osiris. Trong một số phiên bản câu chuyện thì Isis đã chôn từng phần ở nơi nữ thần này tìm thấy chúng, khiến từ trong sa mạc khô cằn đã sinh ra thảm thực vật. Trong các phiên bản khác, nữ thần Isis tập hợp lại cơ thể của Osiris và hồi sinh Osiris, và sau đó Osiris trở thành người cai trị thế giới bên kia.
Trong văn hóa dân gian châu Âu, khả năng sinh sản của phụ nữ có ảnh hưởng đến việc trồng trọt. Các bức tượng nữ thần cây cối từ văn hóa Cucuteni-Trypillian có dạng hình thoi và họa tiết chấm tượng trưng cho việc gieo hạt trên cánh đồng và khả năng sinh sản của phụ nữ. Sự khô héo của thảm thực vật cũng gắn liền với chuyến du hành đến thế giới ngầm của Ningishzida. Trong các dụ ngôn của Chúa Giêsu, chẳng hạn như Dụ ngôn Người gieo giống thì "người gieo hạt gieo bằng lời" trong đó hạt giống là lời của Đức Chúa Trời.  Các câu dụ ngôn về hạt cải và về Hạt giống tự mọc lên giải thích Nước của Đức Chúa Trời nơi mà sự sinh sôi nảy nở là do Đức Chúa Trời chứ không phải do con người, và tuân theo thời gian chu kỳ của nó. Trong Gioan 12:24, cái chết và sự phục sinh của Chúa Giêsu được so sánh với một hạt giống rơi xuống đất và chết đi, rồi sinh ra nhiều hạt giống khác. Trong nhiều truyền thống Kitô giáo, Lễ bình minh Phục sinh hoặc Lễ phục sinh được tổ chức tại God's Acre nơi thi thể của người chết được "gieo hạt giống". Việc gieo hạt hay phát tán hạt giống còn ám chỉ việc người dân tản cư khỏi quê hương tổ tiên.

## Các vị thần

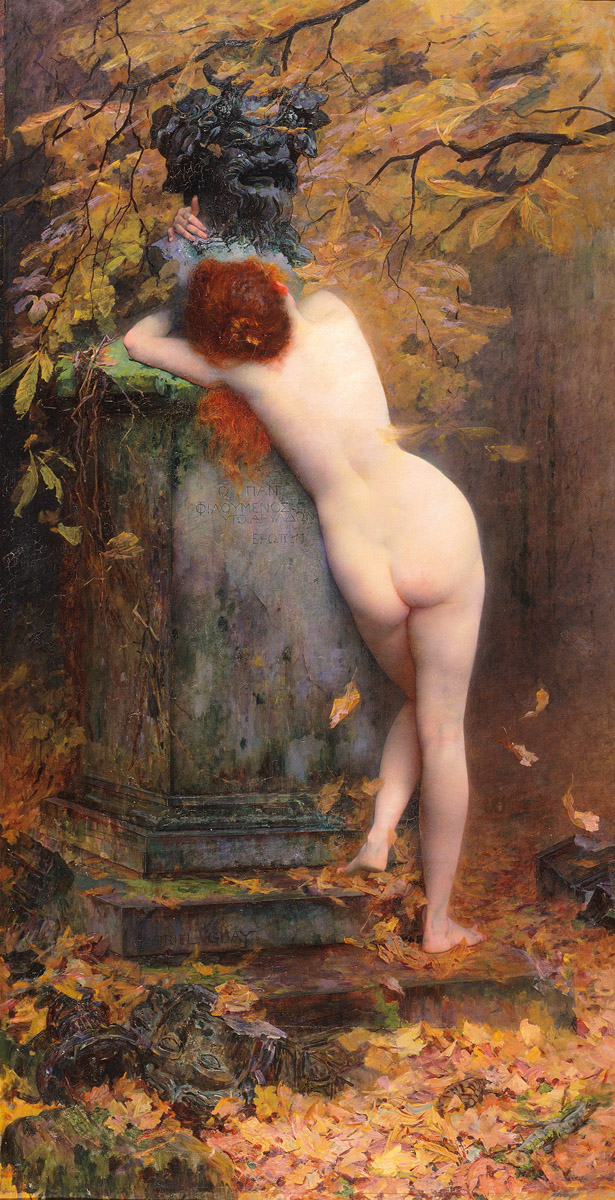
Nữ thần cây Dryad trong thần thoại Hy Lạp

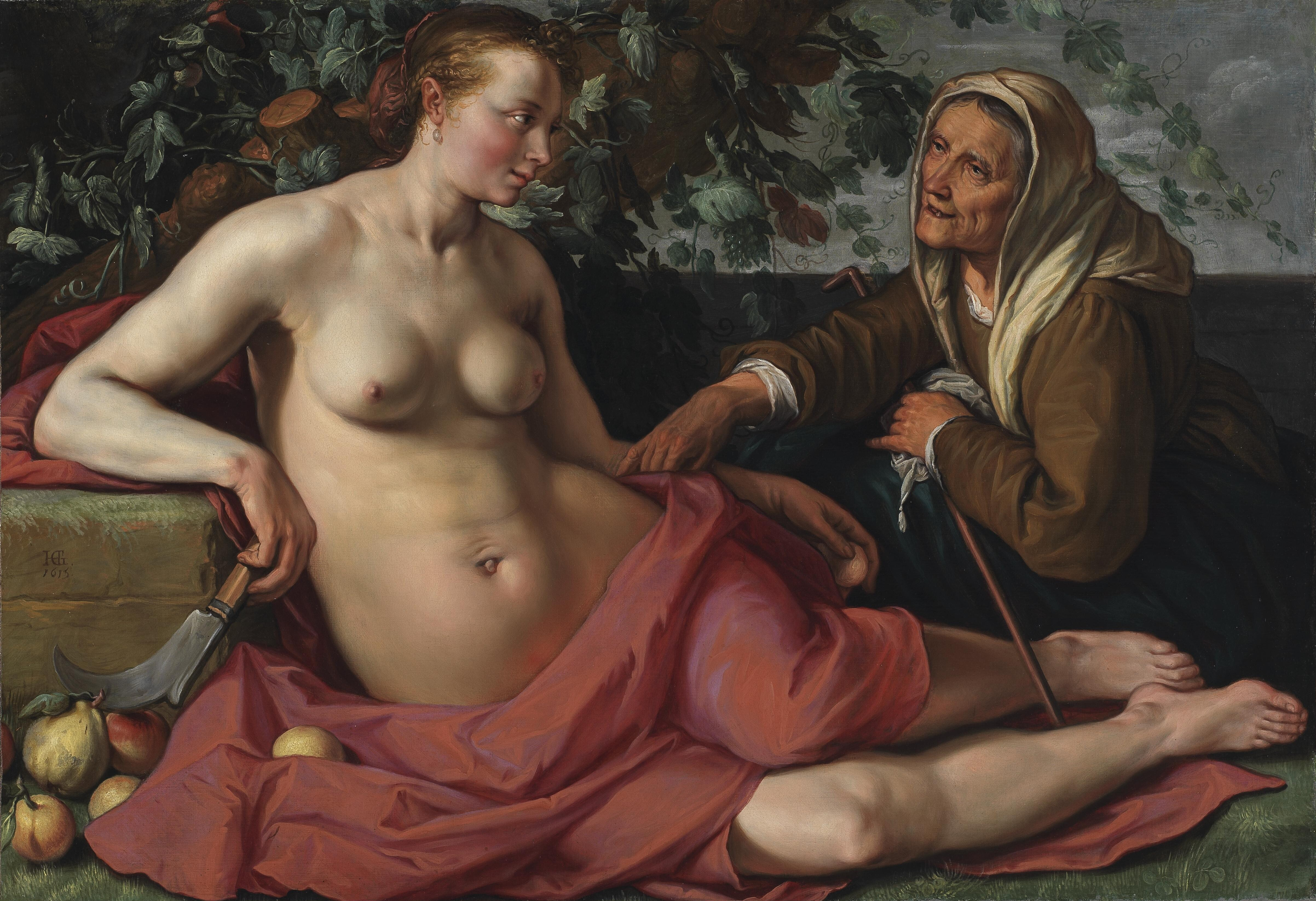
Nữ thần Pomona

Các ví dụ khác về các vị thần cây cỏ bao gồm:
- Adonis
- Attis
- Baʿal
- Blodeuwedd
- Ceres
- Cronus
- Demeter
- Dionysus
- Dryad
- Jarilo
- Modron
- Pomona
- Nữ thần cây
- Mẹ Thiên Nhiên
- Ningishzida
- Opora
- Osiris
- Pachamama
- Persephone
- Phouoibi
- Proserpina
- Rauni
- Saturn
- Tammuz
- Xipe Totec
- Shamrock
- Thần Trà và thần Uất Lũy (thần thoại Việt Nam)